# مارتي ريسمان
مارتي ريسمان (بالإنجليزية: Marty Reisman)‏ هو لاعب تنس الطاولة أمريكي، ولد في 1 فبراير 1930 في مانهاتن في الولايات المتحدة، وتوفي في 7 ديسمبر 2012.

## وصلات خارجية
- مارتي ريسمان على موقع منظمة تنس الطاولة العالمي (الإنجليزية)